# Mlýnská (Hradiště)
Mlýnská, bis 1948 Mühldorf, ist eine Wüstung auf dem Truppenübungsplatz Hradiště in Tschechien. Sie liegt 11 Kilometer östlich von Karlovy Vary und gehört zum Okres Karlovy Vary.

## Geographie
Mlýnská befand sich im Westen des Duppauer Gebirges in der Hradišťská hornatina (Burgstadtler Masse). Das Dorf lag unterhalb der Einmündung des Větrovecký potok (Wolfsteinbach) im Tal des Pstružný potok (Forellenbach). Nördlich erhebt sich der Na Větrné (573 m n.m.), im Nordosten der Na Hradě (594 m n.m.), südöstlich der Pustý zámek (Oedschloßberg; 933 m n.m.) und der Svěrák (700 m n.m.), im Süden der Větrovec (Plodersberg; 902 m n.m.), südwestlich der Lučinský vrch (535 m n.m.), im Westen der Švédlův vrch (Schwedelberg; 550 m n.m.) und der Na Klobouku (604 m n.m.) sowie nordwestlich die Bučina (Buchkoppe; 582 m n.m.). Im südöstlichen Teil der Gemarkung befindet sich eine kleinere Braunkohlenlagerstätte.
Nachbarorte waren Horní Lomnice (Ober Lomitz) im Norden, Zakšov (Sachsengrün) und Jalový Dvůr (Galthof) im Nordosten, Dunkelsberg und Prachomety (Promuth) im Osten, Neuhof, Jírov (Jurau), Těš (Tösch) und Doupovské Mezilesí (Olitzhaus) im Südosten, Stará Ves (Altdorf) im Südwesten, Svatobor (Zwetbau) im Westen sowie Kyselka (Gießhübl-Sauerbrunn) und Dolní Lomnice (Unter Lomitz) im Nordwesten.

## Geschichte
Die erste schriftliche Erwähnung von Müllndorf erfolgte 1528 in der Landtafel als Besitz der Burg Hauenstein. Seit 1567 gehörte Muldorffles zur Herrschaft Engelsburg. 1579 wurde das Dorf mit Milderflösz bezeichnet. Im Jahre 1570 erwarben die Herren Colonna von Fels die Herrschaft Engelsburg, nach der Schlacht am Weißen Berg wurde sie 1622 als konfiszierter Besitz des Leonhard Colonna von Fels an Hermann Czernin von Chudenitz verkauft. 1623 wurde die Herrschaft Engelsburg der Herrschaft Gießhübel zugeschlagen. In der berní rula von 1654 sind für Mühldorf zwei Bauern, ein Chalupner und zwei Inleute auf der Gemeinde aufgeführt. Der Bauer Schneider betrieb zudem eine einradige Wassermühle. 1829 trat Johann Anton Hladik die Herrschaft Gießhübel gemeinschaftlich seiner Tochter Antonia und dem Schwiegersohn Wilhelm von Neuberg ab.
Im Jahre 1845 bestand das im Elbogener Kreis gelegene Dorf Mühldorf aus 19 Häusern mit 106 deutschsprachigen Einwohnern. Unterhalb des Dorfes lag die Hammermühle. Pfarrort war Zwetbau. Bis zur Mitte des 19. Jahrhunderts blieb Mühldorf der Herrschaft Gießhübel untertänig.
Nach der Aufhebung der Patrimonialherrschaften bildete Mühldorf ab 1849 eine Gemeinde im Gerichtsbezirk Karlsbad. Ab 1868 gehörte Mühldorf zum Bezirk Karlsbad. Im Jahre 1869 bestand das Dorf aus 24 Häusern und hatte 151 Einwohner. Ab 1869 gehörte Mühldorf als Ortsteil zur Gemeinde Altdorf. Zum Ende des 19. Jahrhunderts löste sich Mühldorf wieder von Altdorf los und bildete eine eigene Gemeinde. Zu dieser wurde an den Hängen des Plodersberges und Hirschbühels mit dem Abbau von Kohle begonnen. Im Jahre 1900 hatte Mühldorf 138 Einwohner, 1910 waren es 151. Nach dem Ersten Weltkrieg zerfiel der Vielvölkerstaat Österreich-Ungarn, die Gemeinde wurde 1918 Teil der neu gebildeten Tschechoslowakischen Republik. Beim Zensus von 1921 lebten in den 26 Häusern von Mühldorf 138 Deutsche. Mühldorf bestand aus typischen eingeschossigen landwirtschaftlichen Anwesen mit Wirtschaftsgebäuden vom Ende des 19. Jahrhunderts. Zur Wasserlösung des Braunkohlenwerkes wurden in den 1920er Jahren drei Stollen am Plodersberg vorgetrieben. Jedoch erwies sich die Wasserhaltung als zu kostspielig, so dass der Braunkohleabbau in den 1930er Jahren eingestellt wurde. 1930 lebten in den 27 Häusern der Gemeinde 129 Personen. Nach dem Münchner Abkommen wurde Mühldorf 1938 dem Deutschen Reich zugeschlagen und gehörte bis 1945 zum Landkreis Karlsbad. Im Jahre 1939 hatte die Gemeinde 105 Einwohner. 1942 erfolgte die Eingemeindung nach Zwetbau.
Nach Beendigung des Zweiten Weltkrieges 1945 kam Mlýnská zur wiedererrichteten Tschechoslowakei zurück, die Eingemeindung wurde wieder aufgehoben. Nach der Aussiedlung der deutschen Bewohner wurde Mlýnská nur schwach wiederbesiedelt. 1945 wurde in Horní Lomnice eine örtliche Verwaltungskommission ins Leben gerufen, die auch für die Gemeinden Mühldorf, Lipoltov, Ranzengrün, Stará Ves und Svatobor zuständig war. Ab 1946 gehörte Mühldorf zum Okres Karlovy Vary-okolí. Der Gemeindename wurde 1948 in Mlýnská geändert. 1949 wurde eine gemeinschaftliche Feuerwehr für Horní Lomnice, Lipoltov, Mlýnská, Pastviny, Stará Ves und Svatobor gebildet. Im Jahre 1950 leben in den 20 Häusern von Mlýnská nur noch 22 Personen.
In der ersten Phase der Errichtung des Truppenübungsplatzes Hradiště wurde Mlýnská 1953 abgesiedelt und in das Militärgebiet eingegliedert. Heute ist die Dorfstelle mit Bäumen bewachsen, zwischen denen noch Mauerreste zu erkennen sind.

## Ortsgliederung
Die Wüstung Mlýnská ist Teil des Katastralbezirkes Bražec u Hradiště.

## Ehemalige Bauwerke
- Kapelle am Weg über dem Dorf
- Zwei Flurkreuze